# Cantón de Montluçon-Este
El cantón de Montluçon-Este era una división administrativa francesa que estaba situada en el departamento de Allier y la región de Auvernia.

## Composición
El cantón estaba formado por cinco comunas y una fracción de la comuna de Montluçon:
- Chamblet
- Deneuille-les-Mines
- Désertines
- Montluçon (fracción)
- Saint-Angel
- Verneix

## Supresión del cantón de Montluçon-Este
En aplicación del Decreto n.º 2014-265, de 27 de febrero de 2014, el cantón de Montluçon-Este fue suprimido el 22 de marzo de 2015 y sus 6 comunas pasaron a formar parte; cuatro del nuevo cantón de Commentry y dos del nuevo cantón de Montluçon-2.